# Elisha Owusu
Elisha Owusu (Montreuil, 7 novembre 1997) è un calciatore ghanese con cittadinanza francese, centrocampista dell'Auxerre.

## Caratteristiche tecniche
È un centrocampista difensivo.

## Carriera

### Club
Cresciuto nel settore giovanile dell'Olympique Lione, ha esordito con la squadra riserve del club francese il 21 marzo 2015 disputando l'incontro di CFA perso 2-1 contro il Grenoble.
Il 19 giugno 2018 è stato ceduto in prestito annuale allo Sochaux, con cui ha collezionato 33 presenze in Ligue 2.
Rientrato alla base a fine stagione, il 21 giugno 2019 si è trasferito a titolo definitivo al Gent, con cui ha firmato un contratto quadriennale.

### Nazionale
Dopo avere deciso di rappresentare il Ghana, nazionale delle sue origini, fa il suo esordio con le black stars il 29 marzo 2022 nel play-off pareggiato 1-1 contro la Nigeria, che ha sancito la qualificazione ai Mondiali 2022 dei ghanesi.

## Statistiche
Statistiche aggiornate al 19 aprile 2025.

### Presenze e reti nei club
| Stagione          | Squadra           | Campionato        | Campionato | Campionato | Coppe nazionali | Coppe nazionali | Coppe nazionali | Coppe continentali | Coppe continentali | Coppe continentali | Altre coppe | Altre coppe | Altre coppe | Totale | Totale | Totale |
| Stagione          | Squadra           | Comp              | Pres       | Reti       | Comp            | Pres            | Reti            | Comp               | Pres               | Reti               | Comp        | Pres        | Reti        | Pres   | Reti   |        |
| ----------------- | ----------------- | ----------------- | ---------- | ---------- | --------------- | --------------- | --------------- | ------------------ | ------------------ | ------------------ | ----------- | ----------- | ----------- | ------ | ------ | ------ |
| 2014-2015         | O. Lione 2        | CFA               | 5          | 1          |                 | -               | -               |                    | -                  | -                  |             | -           | -           | 5      | 1      |        |
| 2015-2016         | O. Lione 2        | CFA               | 1          | 0          |                 | -               | -               |                    | -                  | -                  |             | -           | -           | 1      | 0      |        |
| 2016-2017         | O. Lione 2        | CFA               | 18         | 0          |                 | -               | -               |                    | -                  | -                  |             | -           | -           | 18     | 0      |        |
| 2017-2018         | O. Lione 2        | N2                | 25         | 1          |                 | -               | -               |                    | -                  | -                  |             | -           | -           | 25     | 1      |        |
| Totale O. Lione 2 | Totale O. Lione 2 | Totale O. Lione 2 | 49         | 2          |                 | -               | -               |                    | -                  | -                  |             | -           | -           | 49     | 2      |        |
| 2018-2019         | Sochaux           | L2                | 33         | 0          | CF+CdL          | 2+1             | 0               |                    | -                  | -                  |             | -           | -           | 36     | 0      |        |
| 2019-2020         | Gent              | D1                | 27         | 0          | CB              | 0               | 0               | UEL                | 14                 | 0                  |             | -           | -           | 41     | 0      |        |
| 2020-2021         | Gent              | D1                | 23+2       | 0          | CB              | 3               | 0               | UCL+UEL            | 3+4                | 0                  |             | -           | -           | 35     | 0      |        |
| 2021-2022         | Gent              | D1                | 18+5       | 0          | CB              | 4               | 0               | UECL               | 8                  | 0                  |             | -           | -           | 35     | 0      |        |
| 2022-gen. 2023    | Gent              | D1                | 9          | 0          | CB              | 2               | 0               | UECL               | 4                  | 0                  |             | -           | -           | 15     | 0      |        |
| Totale Gent       | Totale Gent       | Totale Gent       | 84         | 0          |                 | 9               | 0               |                    | 33                 | 0                  |             | -           | -           | 126    | 0      |        |
| gen.-giu. 2023    | Auxerre           | L1                | 0          | 0          | CF              | 1               | 0               |                    | -                  | -                  |             | -           | -           | 1      | 0      |        |
| 2023-2024         | Auxerre           | L2                | 33         | 1          | CF              | 1               | 0               |                    | -                  | -                  |             | -           | -           | 34     | 1      |        |
| 2024-2025         | Auxerre           | L1                | 26         | 1          | CF              | 1               | 0               |                    | -                  | -                  |             | -           | -           | 27     | 1      |        |
| Totale Auxerre    | Totale Auxerre    | Totale Auxerre    | 59         | 2          |                 | 3               | 0               |                    | -                  | -                  |             | -           | -           | 62     | 2      |        |
| Totale carriera   | Totale carriera   | Totale carriera   | 225        | 4          |                 | 15              | 0               |                    | 33                 | 0                  |             | -           | -           | 273    | 4      |        |

### Cronologia presenze e reti in nazionale
| Cronologia completa delle presenze e delle reti in nazionale ― Ghana | Cronologia completa delle presenze e delle reti in nazionale ― Ghana | Cronologia completa delle presenze e delle reti in nazionale ― Ghana | Cronologia completa delle presenze e delle reti in nazionale ― Ghana | Cronologia completa delle presenze e delle reti in nazionale ― Ghana | Cronologia completa delle presenze e delle reti in nazionale ― Ghana | Cronologia completa delle presenze e delle reti in nazionale ― Ghana | Cronologia completa delle presenze e delle reti in nazionale ― Ghana |
| Data                                                                 | Città                                                                | In casa                                                              | Risultato                                                            | Ospiti                                                               | Competizione                                                         | Reti                                                                 | Note                                                                 |
| -------------------------------------------------------------------- | -------------------------------------------------------------------- | -------------------------------------------------------------------- | -------------------------------------------------------------------- | -------------------------------------------------------------------- | -------------------------------------------------------------------- | -------------------------------------------------------------------- | -------------------------------------------------------------------- |
| 29-3-2022                                                            | Abuja                                                                | Nigeria                                                              | 1 – 1                                                                | Ghana                                                                | Qual. Mondiali 2022                                                  | -                                                                    | 46’                                                                  |
| 23-9-2022                                                            | Le Havre                                                             | Brasile                                                              | 3 – 0                                                                | Ghana                                                                | Amichevole                                                           | -                                                                    | 72’                                                                  |
| 17-11-2022                                                           | Abu Dhabi                                                            | Ghana                                                                | 2 – 0                                                                | Svizzera                                                             | Amichevole                                                           | -                                                                    | 62’                                                                  |
| 7-9-2023                                                             | Kumasi                                                               | Ghana                                                                | 2 – 1                                                                | Rep. Centrafricana                                                   | Qual. Coppa d'Africa 2023                                            | -                                                                    | 90+3’                                                                |
| 14-10-2023                                                           | Charlotte                                                            | Messico                                                              | 2 – 0                                                                | Ghana                                                                | Amichevole                                                           | -                                                                    |                                                                      |
| 17-10-2023                                                           | Nashville                                                            | Stati Uniti                                                          | 4 – 0                                                                | Ghana                                                                | Amichevole                                                           | -                                                                    | 64’                                                                  |
| 8-1-2024                                                             | Kumasi                                                               | Ghana                                                                | 0 – 0                                                                | Namibia                                                              | Amichevole                                                           | -                                                                    | 67’                                                                  |
| 18-1-2024                                                            | Abidjan                                                              | Egitto                                                               | 2 – 2                                                                | Ghana                                                                | Coppa d'Africa 2023 - 1º turno                                       | -                                                                    | 89’                                                                  |
| 6-6-2024                                                             | Bamako                                                               | Mali                                                                 | 1 – 2                                                                | Ghana                                                                | Qual. Mondiali 2026                                                  | -                                                                    | 72’ 85’                                                              |
| 10-6-2024                                                            | Kumasi                                                               | Ghana                                                                | 4 – 3                                                                | Rep. Centrafricana                                                   | Qual. Mondiali 2026                                                  | -                                                                    | 75’                                                                  |
| 5-9-2024                                                             | Kumasi                                                               | Ghana                                                                | 0 – 1                                                                | Angola                                                               | Qual. Coppa d'Africa 2025                                            | -                                                                    | 82’                                                                  |
| 9-9-2024                                                             | Berkane                                                              | Niger                                                                | 1 – 1                                                                | Ghana                                                                | Qual. Coppa d'Africa 2025                                            | -                                                                    | 71’                                                                  |
| 10-10-2024                                                           | Accra                                                                | Ghana                                                                | 0 – 0                                                                | Sudan                                                                | Qual. Coppa d'Africa 2025                                            | -                                                                    |                                                                      |
| 15-10-2024                                                           | Bengasi                                                              | Sudan                                                                | 2 – 0                                                                | Ghana                                                                | Qual. Coppa d'Africa 2025                                            | -                                                                    |                                                                      |
| 15-11-2024                                                           | Talatona                                                             | Angola                                                               | 1 – 1                                                                | Ghana                                                                | Qual. Coppa d'Africa 2025                                            | -                                                                    |                                                                      |
| Totale                                                               |                                                                      | Presenze                                                             | 15                                                                   |                                                                      | Reti                                                                 | 0                                                                    |                                                                      |

## Palmarès

### Club

#### Competizioni nazionali
- Coppa del Belgio: 1

Gent: 2021-2022
- Campionato francese di seconda divisione: 1

Auxerre: 2023-2024